# Arma di artiglieria
L'Arma di artiglieria è una delle varie componenti dell'Esercito italiano.

## Storia
È nata dalla fusione della componente dell'Armata sarda con quella degli stati dell'Italia centrale e meridionale, avvenuta con decreto del ministro della guerra, generale Manfredo Fanti, il 24 gennaio 1861.
Il primo ordinamento, derivato da tale decreto, comprendeva un reggimento operai cioè l'Arma del genio, mentre l'artiglieria veniva divisa in artiglieria da piazza e artiglieria da campagna.
Fu una batteria del 7º reggimento artiglieria che aprì la famosa Breccia di Porta Pia dando l'avvio alla definitiva presa di Roma del 1870.

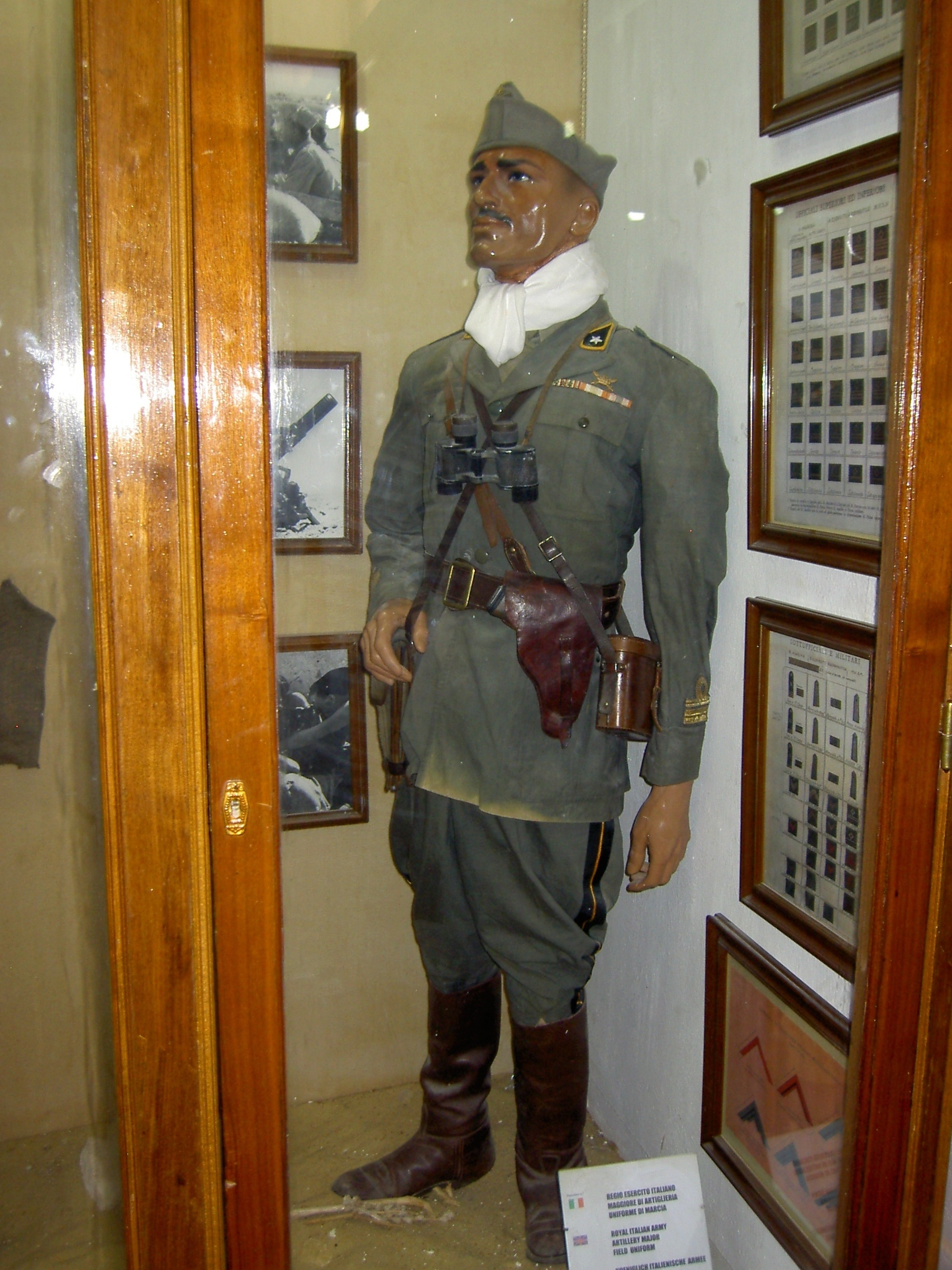
Divisa originale della II guerra mondiale esposta al museo della Battaglia di El Alamein (Egitto) Regio Esercito Italiano, maggiore di artiglieria in uniforme di marcia

Successivamente l'artiglieria da piazza venne trasformata in artiglieria da fortezza. Le esperienze franco-prussiane fecero rilevare la fondamentale importanza che l'artiglieria andava assumendo nell'economia dell'impresa bellica, determinando una continua evoluzione dei quadri ed una specializzazione all'interno dell'Arma.
Ciononostante, all'inizio della prima guerra mondiale, poteva disporre di poco più di 2.000 bocche di fuoco ma, nel corso della campagna, ne furono costruite ben 23.000, di vario calibro, la cui azione si rivelò determinante per contenere l'offensiva nemica del giugno 1918.
Nel 1938 l'organico dell'Arma di artiglieria comprendeva: 1 ispettorato d'artiglieria, 1 direzione del servizio tecnico delle armi e munizioni, 1 istituto superiore tecnico delle armi e munizioni, 15 comandi di artiglieria di corpo d'armata, 15 direzioni di artiglieria di corpo d'armata, 34 reggimenti di artiglieria per divisione di fanteria, 5 reggimenti di artiglieria alpina, 3 reggimenti di artiglieria di divisione celere, 2 reggimenti di artiglieria di divisione motorizzata, 1 gruppo artiglieria per l'Egeo, 14 reggimenti e 1 gruppo autonomo di artiglieria di corpo d'armata, 10 reggimenti di artiglieria d'armata, 5 reggimenti e 2 gruppi autonomi di artiglieria controaerei.
La Seconda guerra mondiale chiede già nuove necessità tattiche, essendosi aggiunta alla tradizionale concezione di impiego, la rilevante consistenza dell'apporto di fuoco dell'aviazione. Si dovette inoltre sviluppare in modo del tutto nuovo le caratteristiche dell'artiglieria contraerea e di quella controcarri.
Nel 1946 ha inizio la ricostituzione dei reggimenti, in quantità commisurata alle esigenze della Forza Armata. Il processo di ampliamento si interrompe nel 1975 con la prima grande ristrutturazione dell'Esercito, e i reggimenti cedono il posto ai Gruppi autonomi. Nel corso degli anni novanta, ulteriori varianti ordinative riportano in vita il livello reggimentale e dalla fine del 1999 l'Arma si riarticola in due specialità: Terrestre e Controaerei.
Nell'ottobre 2010 l'Ispettorato dell'Arma di Artiglieria viene unificato con il Comando brigata artiglieria di Portogruaro e la Scuola di artiglieria di Bracciano per costitutire il "Comando artiglieria dell'Esercito Italiano", nella sede di Bracciano (Roma). Il Comando custodisce la Bandiera di Guerra dell'Arma di Artiglieria.

## Specialità

### Specialità e sottospecialità non più attive
- Bombardieri;
- maestranze;
- minatori e servizi;
- cannonieri;
- bombisti;
- dei battaglioni da campagna;
- a piedi;
- di presidio da piazzaforte;
- volante;
- celere da campagna;
- sedentaria;
- provinciale;
- celere da campagna;
- attiva;
- leggera;
- di presidio;
- per le incombenze;
- da campagna;
- pesante campale;
- pesante campale semovente;
- pesante semovente;
- da costa;
- da fortezza;
- da costa e da fortezza;
- da piazza;
- d'assedio;
- da battaglia;
- d'armata;
- marittima;
- antinave;
- antisilurante;
- treno;
- misto Sardegna;
- missili;
- meccanizzata;
- motorizzata delle brigate motomeccanizzate;
- delle divisioni motorizzate;
- divisionale per le divisioni paracadutiste;
- Artiglieria da trincea – Corpo dei Bombardieri del Re (attivo dal febbraio 1916 al febbraio 1919): responsabile dell'impiego di bombarde (versioni primitive dei moderni mortai) per la distruzione di reticolati, trincee e bunker in preparazione all'assalto della fanteria. Creato in risposta alle mancanze tecniche (comuni in tutti gli eserciti contemporanei) dell'Artiglieria da campagna, in particolare della:
  - incapacità di distruggere il filo spinato a causa del munizionamento inadeguato (il proiettile Shrapnel era la dotazione principale dell'artiglieria campale di tutte le nazioni dell'epoca);
  - incapacità di causare quantità significative di vittime, tra soldati trincerati, in relazione al numero di colpi sparati. Ciò a causa delle caratteristiche tecniche (meno giustificata in questo l'Italia: il pezzo campale principale, il 75/27 Mod. 1911, era capace di 65° di elevazione) e di dottrina (tutte le nazioni preferivano l'uso di cannoni, artiglieria a tiro piatto generalmente incapace di elevazioni oltre i 20°, ed il metodo di impiego preferito per l'artiglieria era il tiro diretto) delle forze di artiglieria del periodo;
  - bassa reattività all'emergere di nuove circostanze a causa della mancanza di comunicazione con gli elementi di assalto (l'artiglieria era costretta al tiro in defilata a distanza a causa della sua vulnerabilità ai nuovi sistemi di arma, le radio portatili non avevano raggiunto la maturità tecnica, i corrieri erano troppo lenti e le linee telefoniche facevano fatica a tenere il passo ed erano frequentemente distrutte).

Dal 1918 in poi, la sua esistenza inizia a divenire ridondante: i proiettili ad alto esplosivo/frammentazione diventano sempre più comuni nelle batterie campali, gli artiglieri campali vengno ritenuti sufficientemente abili nel tiro curvo da posizioni defilate ed, infine, i plotoni armati dei "lanciabombe" Stockes da 76mm diventano organici dei battaglioni di fanteria. Il Corpo diede un ultimo contributo tra ottobre e novembre del 1918 durante la battaglia di Vittorio Veneto, dove le batterie rimaste colpirono le posizioni nemiche prima dell'assalto. Quattro mesi più tardi, nel 1919, il corpo venne abolito.
- Guardia alla frontiera (GAF)
- Sezioni aerostatiche
- Ruolo navigante presso il Corpo Aeronautico Militare
- Servizi a terra presso il Corpo Aeronautico Militare
- Autotrasportata
- Artiglieria controaerei (attiva dal 10 Gennaio 1915 al 19 Settembre 1943, riattivata il 1 Marzio 1947, attiva ma con sottospecialità abolite)
  - contraerei leggera;
  - contraerei pesante;
  - contraerea missili;
  - contraerei D.A.T. (Difesa Aerei Territoriale)[3]
- Aquisizione obiettivi (attiva dal 1º ottobre 1959, nel 2004 è diventata una Sottospecialità dell'Arma di Fanteria, Specialità Paracadutisti)
  -  13º GRACO – GRuppo ACquisizione Obiettivi "Aquileia"
  -  41º Reggimento artiglieria terrestre (SORAO – SORveglianza e Aquisizione Obiettivi) "Cordenons"
  - 185º Reggimento artiglieria terrestre (PAO – Paracadutisti Aquisizione Obiettivi) "Folgore"

### Specialità attive
- Artiglieria terrestre:
  -   Artiglieria terrestre fuori Corpo
  -   Artiglieria terrestre da campagna
  -   Artiglieria terrestre a cavallo
  -   Artiglieria terrestre pesante (lanciarazzi):
  -   Artiglieria terrestre paracadutisti
  -   Artiglieria terrestre da montagna
  -   Artiglieria terrestre da campagna semovente
- Artiglieria controaerei

### Specialità di cui il personale dell'Arma di artiglieria fa parte
- Difesa chimica, biologica, radiologica e nucleare (CBRN)
- Informazioni tattiche 
  -   Human Intelligence
  -   Imagery Intelligence (ex-SORAO)
  -   Guerra elettronica
  -   Comunicazioni operative (PsyOps)

## Reggimenti d'artiglieria

### Reggimenti e reparti attivi
- Artiglieria terrestre:
  -   Artiglieria terrestre fuori Corpo:
    -  Comando artiglieria (dipendente dal Comando delle Forze operative terrestri di supporto)
    -  Reggimento addestrativo artiglieria (dipendente dal Comando artiglieria)

  -   Artiglieria terrestre da campagna (3× batterie da 6 obici da 155/39 FH-70, per un totale di 18 pezzi per Reggimento):
    -  21º Reggimento artiglieria terrestre da campagna "Trieste" (dipendente dalla Brigata meccanizzata "Pinerolo")
    -  24º Reggimento artiglieria terrestre da campagna "Peloritani" (dipendente dalla Brigata meccanizzata "Aosta")

  -   Artiglieria terrestre a cavallo (2-3× batterie obici da 155/39 FH-70 + 1× batteria obici da 105/14 Mod.56 (+ 2× Cannoni da 75/27 Mod. 1912 per la sezione storica)):
    -  Reggimento artiglieria terrestre a cavallo (dipendente dalla Brigata di cavalleria "Pozzuolo del Friuli")

  -   Artiglieria terrestre pesante (3× batterie da 6 lanciarazzi multipli UE-M270A1 / MLRS Improved (MLRS-I), per un totale di 18 pezzi per il Reggimento):
    -  5º Reggimento artiglieria terrestre pesante "Superga" (dipendente dal Comando artiglieria)

  -   Artiglieria terrestre paracadutisti (2× batterie mortai pesanti TR-61 da 120 mm, possibile una terza batteria obici da 105/14 Mod.56)[4][5]:
    -  185º Reggimento artiglieria paracadutisti "Folgore" (dipendente dalla Brigata paracadutisti "Folgore")

  -   Artiglieria terrestre da montagna (1× batteria obici da 105/14 Mod.56 + 2 batterie obici da 155/39 FH-70)[5]:
    -  1º Reggimento artiglieria terrestre da montagna (dipendente dalla Brigata alpina "Taurinense")
    -  3º Reggimento artiglieria terrestre da montagna (dipendente dalla Brigata alpina "Julia")

  -   Artiglieria terrestre semovente (3× batterie da 6 semoventi da 155/52 PzH-2000, per un totale di 18 pezzi per Reggimento):
    -  8º Reggimento artiglieria terrestre semovente "Pasubio" (dipendente dalla Brigata bersaglieri "Garibaldi")
    -  52º Reggimento artiglieria terrestre semovente "Torino" (dipendente dal Comando artiglieria)
    -  132º Reggimento artiglieria terrestre semovente "Ariete" (dipendente dalla 132ª Brigata corazzata "Ariete")
- Artiglieria controaerei:
  -  Comando artiglieria controaerei (dipendente dal Comando delle Forze operative terrestri di supporto)
    -  Gruppo addestrativo artiglieria controaerei, (dipendente dal Comando artiglieria controaerei):
      - Batteria Comando Servizi Logistici
      - Batteria Addestrativa
      - Batteria Supporto e Controllo del Fuoco e C3 (Comando, Controllo e Comunicazioni)
      - Banda del Comando artiglieria controaerei

    -  Centro di Eccellenza Counter-Mini/Micro Aeromobili a Pilotaggio Remoto (C-M/M APR), (dipendente dal Comando artiglieria controaerei):
      - Ufficio Comando
      - I Dipartimento "Sviluppo Concetti e Sperimentazione"
      - II Dipartimento "Dottrina, Studi Standardizzazione e Lezioni Apprese"
      - III Dipartimento "Analisi Operativa e Formazione"

    -  4º Reggimento artiglieria controaerei "Peschiera" (5× batterie a medio raggio SAMP/T, dipendente dal Comando artiglieria controaerei)
    -  17º Reggimento artiglieria controaerei "Sforzesca" (1-2× batterie a cortissimo raggio FIM-92 "Stinger" + 1× batteria a corto raggio Skyguard/CAMM-ER, dipendente dal Comando artiglieria controaerei)
    -  121º Reggimento artiglieria controaerei "Ravenna" (2× batterie a cortissimo raggio FIM-92 "Stinger" + 1× batteria a corto raggio Skyguard/CAMM-ER, dipendente dal Comando artiglieria controaerei)

### Reggimenti pluriarma attivi provenienti dall'Arma di artiglieria
- Informazioni Tattiche:
  -  13º Reggimento Human Intelligence "Aquileia" (dipendente dalla Brigata informazioni tattiche)
  -  41º Reggimento Imagery Intelligence "Cordenons" (dipendente dalla Brigata informazioni tattiche)
- Difesa chimica, biologica, radioattiva e nucleare (CBRN):
  -  7º Reggimento difesa chimica, biologica, radioattiva e nucleare "Cremona" (dipendente dal Comando Artiglieria)

### Reggimenti e reparti pluriarma attivi con personale provenienti dall'Arma di artiglieria
- Informazioni Tattiche:
  -  33º Reggimento Electronic Warfare "Falzarego" (ex-Arma delle trasmissioni, dipendente dalla Brigata Informazioni Tattiche)
  -  28º Reggimento comunicazioni operative "Pavia" (ex-Arma di fanteria, dipendente dalla Brigata Informazioni Tattiche)
- NATO Civilian-Military Cooperation:
  - Multinational CIMIC Group (unità multinazionale, dipendente dalla Brigata informazioni tattiche)
- Comando per la formazione, specializzazione e dottrina dell'Esercito: 
  -  80º Reggimento addestramento volontari "Roma" (dipendente dalla Scuola sottufficiali dell'Esercito Italiano)[6]

## Onorificenze alla bandiera
La bandiera di guerra dell'Arma di artiglieria, custodita dal 25 ottobre 1947 presso la Scuola di artiglieria, e dal 2010 al Comando artiglieria, è decorata delle seguenti onorificenze:
 1 Croce di cavaliere dell'Ordine militare d'Italia (già dell'Ordine militare di Savoia)
 3 Medaglie d'oro al valor militare
 1 Medaglia d'argento al valor militare
 1 Medaglia di bronzo al valor militare

### Motivazioni
Guerra italo-etiopica, 3 ottobre 1935 - 5 maggio 1936

## Militaria

### Fregi da basco

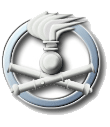
Artiglieria Terrestre da Campagna e dell'Artiglieria Terrestre Fuori Corpo
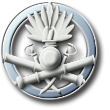
Artiglieria Terrestre a Cavallo
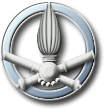
Artiglieria Terrestre Pesante
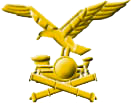
Artiglieria Terrestre da Montagna (S.P.E.)
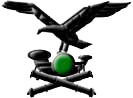
Artiglieria Terrestre da Montagna (Truppa)
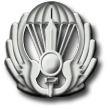
Artiglieria Terrestre Paracadutisti
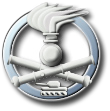
Artiglieria Terrestre Semovente
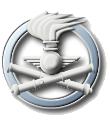
Artiglieria Controaerei
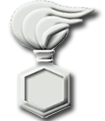
7º Reggimento NBCR "Cremona"
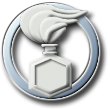
Unità di Difesa NBCR
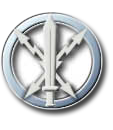
Unità della Brigata Informazioni Tattiche

### Mostrine

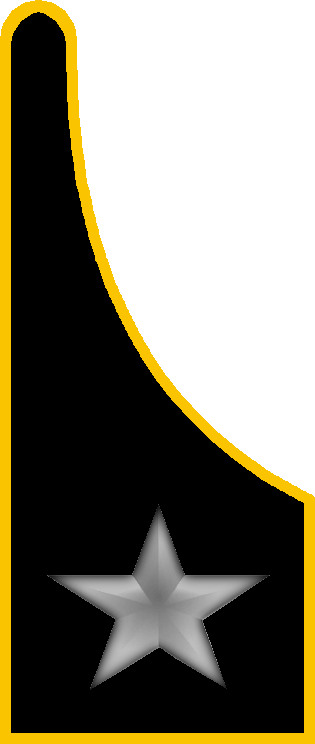
Artiglieria Terrestre e dell'Artiglieria Terrestre Fuori Corpo
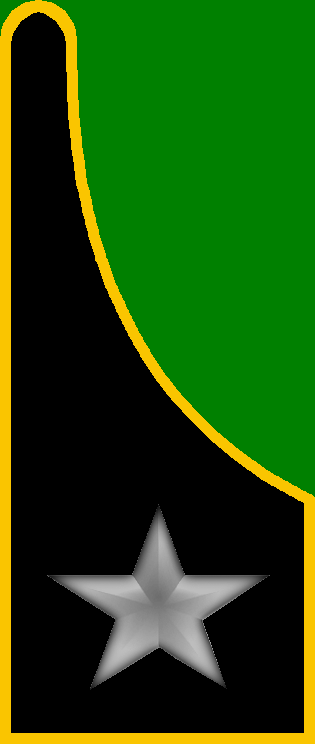
Artiglieria Terrestre da Montagna
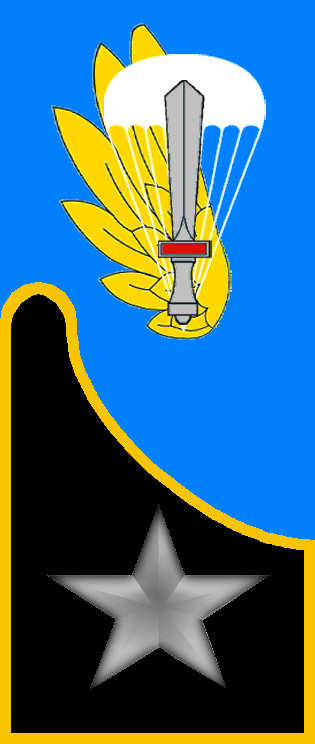
Artiglieria Terrestre Paracadutisti
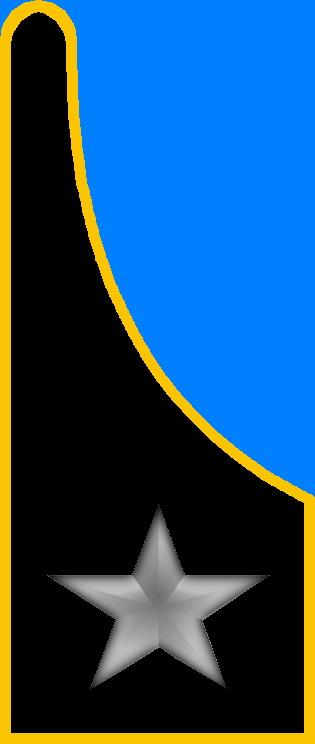
Artiglieria Terrestre Semovente
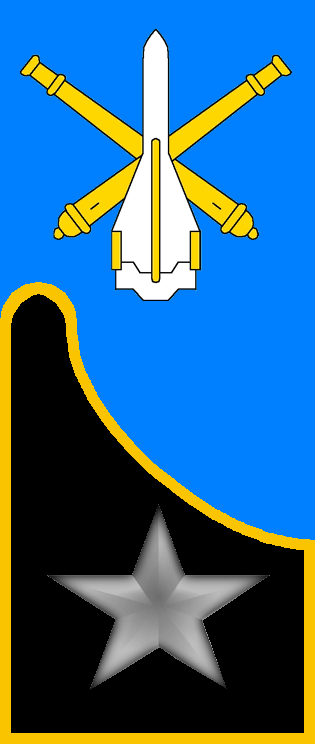
Artiglieria Controaerea

### Copricapi

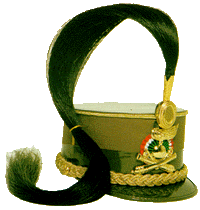
Chepì da ufficiale dell'Artiglieria Terrestre a Cavallo
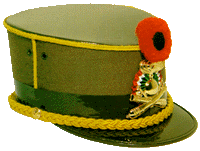
Chepì da sottufficiale, graduato e truppa dell'Artiglieria Terrestre a Cavallo